# Pásztor István (operatőr)
Pásztor István (Budapest, 1916. március 20. – Budapest, 1974. június 5.) magyar filmoperatőr, egyetemi tanár.

## Életpályája
Pásztor József takarékpénztári tisztviselő és Szvoboda Ilona fia. Amatőrfilmesként kezdte, de már ekkor felhívta magára a figyelmet. Eleinte csak dokumentum- és oktatófilmeket forgatott. 1950-től a Hunnia Filmstúdióban dolgozott. A Színház- és Filmművészeti Főiskola oktatója volt.

## Filmjei
- Vetőmagvak csávázása (1949)
- A természet átalakítása (1949)
- Ütközet békében (1951)
- Becsület és dicsőség (1951)
- Semmelweis (1952)
- A város alatt (1953)
- Föltámadott a tenger (1953)
- Liliomfi (1954)
- Simon Menyhért születése (1954)
- Különös ismertetőjel (1955)
- Dandin György, avagy a megcsúfolt férj (1955)
- Szakadék (1956)
- A csodacsatár (1956)
- Két vallomás (1957)
- Sóbálvány (1958)
- Akiket a pacsirta elkísér (1959)
- Kölyök (1959)
- A harminckilences dandár (1959)
- Fekete szem éjszakája (1959)
- Légy jó mindhalálig (1960)
- A Noszty fiú esete Tóth Marival (1960)
- Puskák és galambok (1961)
- Jó utat, autóbusz (1961)
- Egyiptomi történet (1962)
- Hattyúdal (1963)
- Ha egyszer 20 év múlva… (1964)
- Már nem olyan időket élünk (1965)
- A tizedes meg a többiek (1965)
- Két találkozás (1965)
- Büdösvíz (1966)
- Nem várok holnapig… (1967)

## Díjai, elismerései
- Balázs Béla-díj (1959)
- Érdemes művész (1971)